# Velum (nubi)

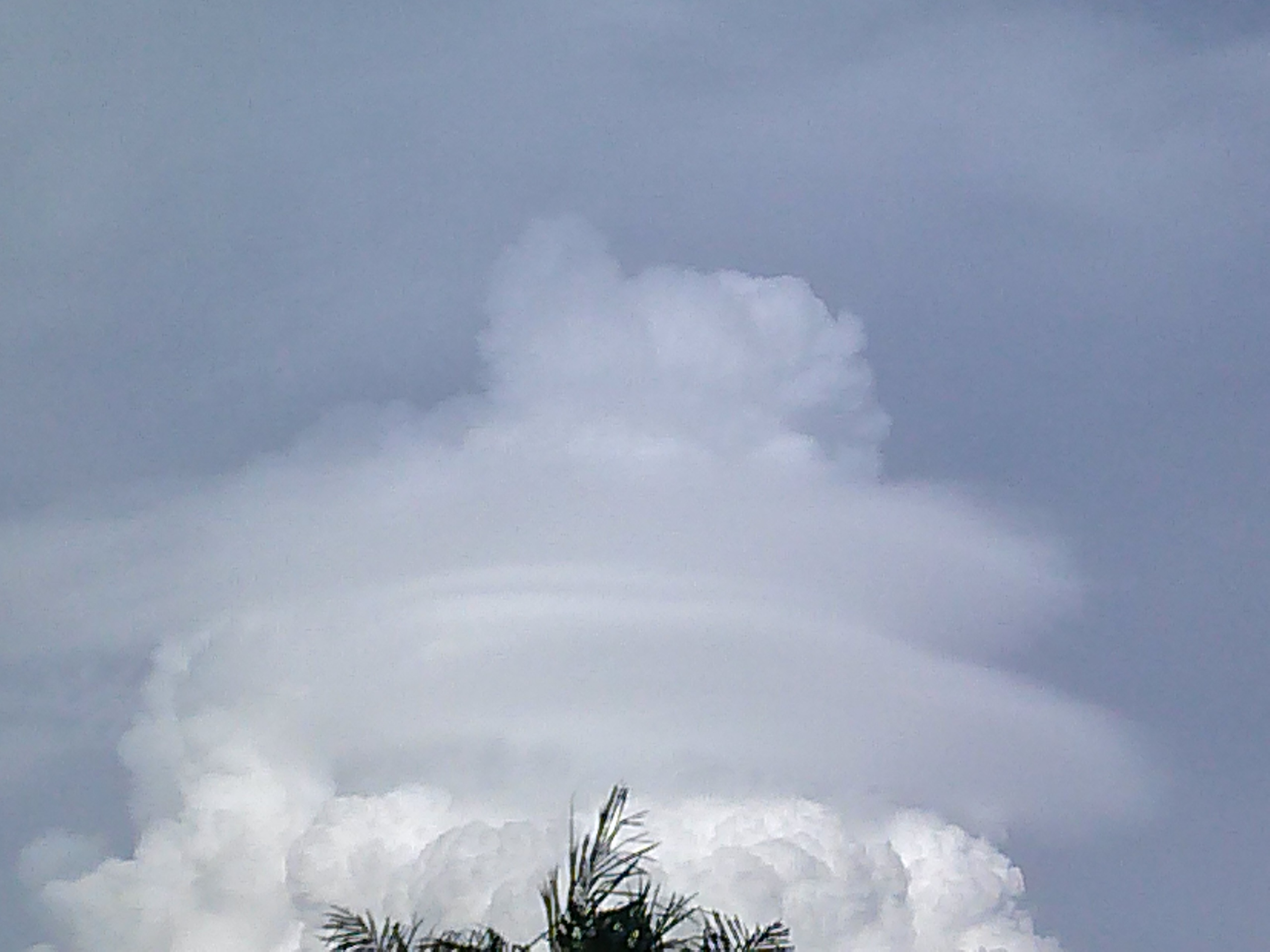
Velum che avvolge la parte superiore di un cumulonembo

In meteorologia, la dizione velum (dall'analoga parola in latino, con il significato di "velo") indica una velatura nuvolosa di grande estensione orizzontale, situata poco al di sotto della sommità o nelle regioni superiori di una o più nubi cumuliformi. Si forma quando la nube convettiva raggiunge uno strato di aria stabile e tende ad espandersi. La nube convettiva, prevalentemente del genere cumulus o cumulonimbus, tende con il tempo a trapassare il velum.
Il velum assomiglia in genere molto ad un altostratus, e non va confuso con il pileus, la cui forma ricorda quella di un berretto o di un altocumulus lenticularis.
Questa tipologia di nubi accessorie può persistere anche dopo la dissipazione della nube principale in caso di condizioni favorevoli e trasformarsi in altostratus/altocumulus se raggiunge altitudini medie, e in cirrostratus/cirrocumulus se le altitudini sono più elevate.